# シックル (競走馬)
シックル（Sickle、1924年 - 1943年）はイギリスで競走生活を送ったサラブレッドの競走馬であり、競走馬引退後はアメリカに渡り1936年及び1938年の北米リーディングサイアーに輝いた。直系子孫にはネイティヴダンサーなどがいる。

## 経歴
イギリス20世紀初頭の名オーナーブリーダー、ダービー卿の生産馬の一頭で、ダービー卿の所有するスタンリーハウススタッドで生まれた。
リーディングサイアーである父ファラリスと母の父チョーサーは好相性で、同様の配合で生産された代表的な馬に、同牧場で生まれたファロスとフェアウェイの全兄弟やシックルの1歳年下の全弟ファラモンドなどがいる。
母シリーンはチェヴァリーパークステークスなど22戦16勝の名牝で、母としても1924年にシックル、1925年にファラモンド、1926年に亜伯リーディングサイアーのハリーオン産駒ハンターズムーン、1930年に英二冠馬で英愛リーディングサイアーのハイペリオン、1941年に英愛リーディングサイアーモスボローの母All Moonshine (父Bobsleighはハイペリオンの父であるゲインズバラ産駒) など11頭の産駒を産んでいる。

シックルはダービー卿の所有馬として、母と同じジョージ・ラムトンに調教され、1926年にマージーステークス、グッドウッドプリンスオブウェールズステークス、ボスコーエン・ポストステークスに勝利し、翌年の2000ギニーでも3着に入った。

## 血統表
| Sickleの血統                     | Sickleの血統                                                                                  | Sickleの血統                                                                                  | （血統表の出典）                                                                              | （血統表の出典） |
| 父系                             | ファラリス系                                                                                  | ファラリス系                                                                                  | ファラリス系                                                                                  | [ § 2 ]          |
| 父 Phalaris 1913 青鹿毛 イギリス | 父の父Polymelus 1902 鹿毛 イギリス                                                            | Cyllene                                                                                       | Bona Vista                                                                                    | Bona Vista       |
| 父 Phalaris 1913 青鹿毛 イギリス | 父の父Polymelus 1902 鹿毛 イギリス                                                            | Cyllene                                                                                       | Arcadia                                                                                       |                  |
| 父 Phalaris 1913 青鹿毛 イギリス | 父の父Polymelus 1902 鹿毛 イギリス                                                            | Maid Marian                                                                                   | Hampton                                                                                       | Hampton          |
| 父 Phalaris 1913 青鹿毛 イギリス | 父の父Polymelus 1902 鹿毛 イギリス                                                            | Maid Marian                                                                                   | Quiver                                                                                        |                  |
| 父 Phalaris 1913 青鹿毛 イギリス | 父の母Bromus 1905 鹿毛 イギリス                                                               | Sainfoin                                                                                      | Springfield                                                                                   | Springfield      |
| 父 Phalaris 1913 青鹿毛 イギリス | 父の母Bromus 1905 鹿毛 イギリス                                                               | Sainfoin                                                                                      | Sanda                                                                                         |                  |
| 父 Phalaris 1913 青鹿毛 イギリス | 父の母Bromus 1905 鹿毛 イギリス                                                               | Cheery                                                                                        | St. Simon                                                                                     | St. Simon        |
| 父 Phalaris 1913 青鹿毛 イギリス | 父の母Bromus 1905 鹿毛 イギリス                                                               | Cheery                                                                                        | Sunrise                                                                                       |                  |
| 母 Selene 1919 鹿毛 イギリス     | 母の父Chaucer 1900 青鹿毛 イギリス                                                            | St. Simon                                                                                     | Galopin                                                                                       | Galopin          |
| 母 Selene 1919 鹿毛 イギリス     | 母の父Chaucer 1900 青鹿毛 イギリス                                                            | St. Simon                                                                                     | St. Angela                                                                                    |                  |
| 母 Selene 1919 鹿毛 イギリス     | 母の父Chaucer 1900 青鹿毛 イギリス                                                            | Canterbury Pilgrim                                                                            | Tristan                                                                                       | Tristan          |
| 母 Selene 1919 鹿毛 イギリス     | 母の父Chaucer 1900 青鹿毛 イギリス                                                            | Canterbury Pilgrim                                                                            | Pilgrimage                                                                                    |                  |
| 母 Selene 1919 鹿毛 イギリス     | 母の母Serenissima 1913 鹿毛 イギリス                                                          | Minoru                                                                                        | Cyllene                                                                                       | Cyllene          |
| 母 Selene 1919 鹿毛 イギリス     | 母の母Serenissima 1913 鹿毛 イギリス                                                          | Minoru                                                                                        | Mother Siegel                                                                                 |                  |
| 母 Selene 1919 鹿毛 イギリス     | 母の母Serenissima 1913 鹿毛 イギリス                                                          | Gondolette                                                                                    | Loved One                                                                                     | Loved One        |
| 母 Selene 1919 鹿毛 イギリス     | 母の母Serenissima 1913 鹿毛 イギリス                                                          | Gondolette                                                                                    | Dongola                                                                                       |                  |
| 母系(F-No.)                      | (FN:6-e)                                                                                      | (FN:6-e)                                                                                      | (FN:6-e)                                                                                      | [ § 3 ]          |
| 5代内の近親交配                  | Cyllene 3×4=18.75%、St. Simon 3×4=18.75%、Springfield 父内4×5=9.38%、Pilgrimage 母内4×5=9.38% | Cyllene 3×4=18.75%、St. Simon 3×4=18.75%、Springfield 父内4×5=9.38%、Pilgrimage 母内4×5=9.38% | Cyllene 3×4=18.75%、St. Simon 3×4=18.75%、Springfield 父内4×5=9.38%、Pilgrimage 母内4×5=9.38% | [ § 4 ]          |
| 出典                             | 1. 2. 3. 4.                                                                                   | 1. 2. 3. 4.                                                                                   | 1. 2. 3. 4.                                                                                   | 1. 2. 3. 4.      |